# Schwarzerden

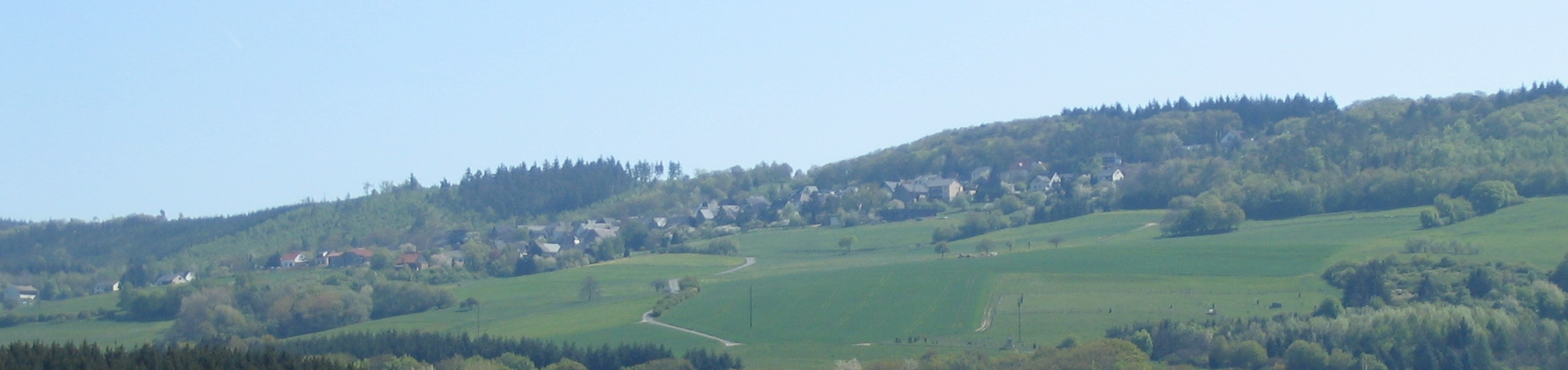
Schwarzerden am Soonwald

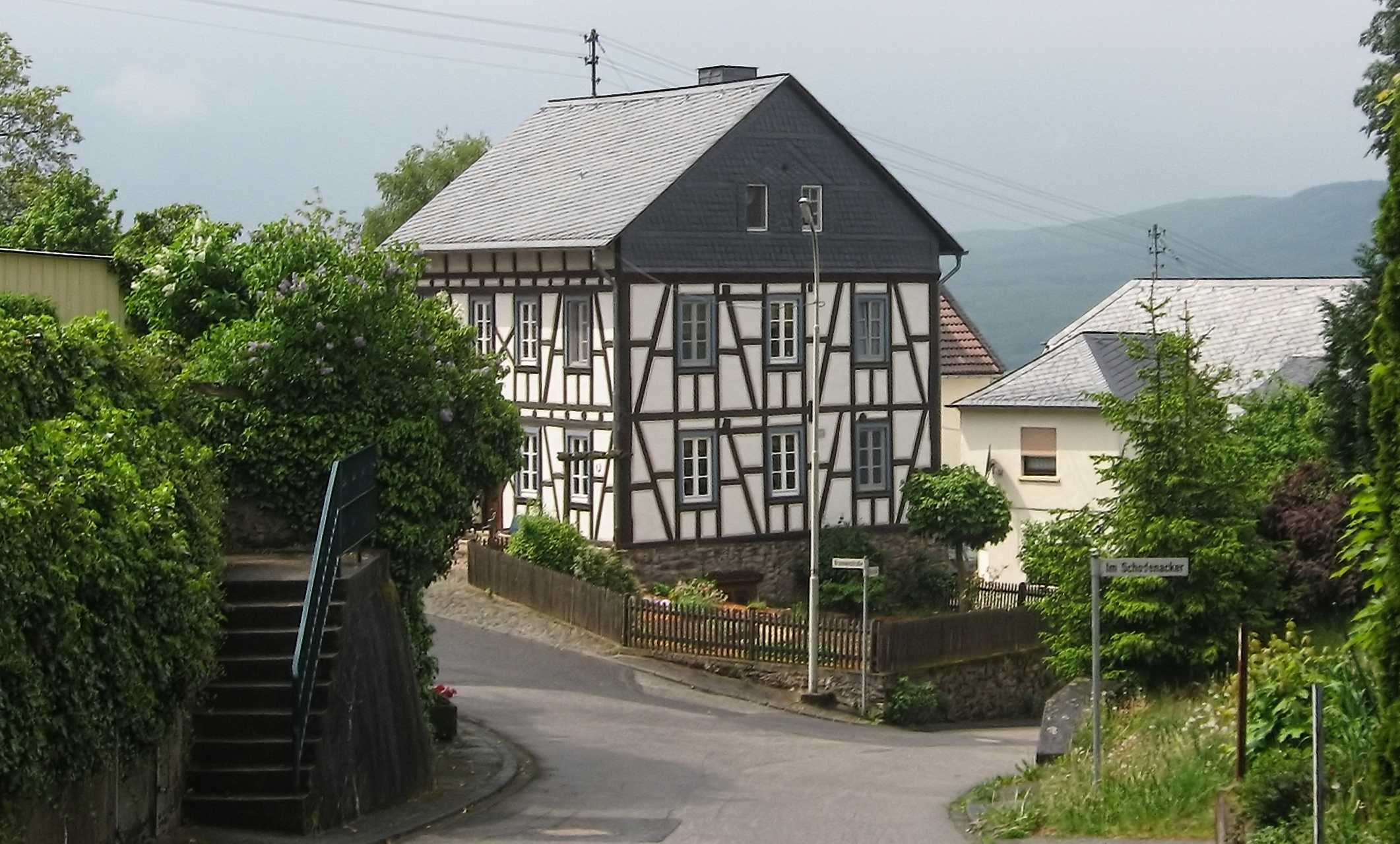
Dorfimpressionen

Schwarzerden ist eine Ortsgemeinde im Landkreis Bad Kreuznach in Rheinland-Pfalz. Sie gehört der Verbandsgemeinde Kirner Land an.

## Geographie
Schwarzerden liegt im Hunsrück auf 450 Metern Höhe am Rande des südlichen Soonwaldes oberhalb des Kellenbachs. 58,6 Prozent der Gemarkungsfläche sind bewaldet.

## Geschichte
Den Ortsnamen der Soonwaldgemeinde Schwarzerden deuten Namenforscher als Siedlungsgebiet mit dunkelfarbigem, humusreichem Boden.
Erstmals urkundlich erwähnt wurde der Ort im Jahre 1325, als der Trierer Erzbischof Balduin Rechte und Güter an der Siedlung von dem Ritter Friedrich von Steinkallenfels erwarb. Im Jahre 1334 wurde ein Wald „Schwartzerdyn“ „propre castrum Coppenstein“ (nahe der Burg Koppenstein) erwähnt, den der Trierer Erzbischof ebenfalls kaufte. Mit dieser Besitzung wurde 1355 der Ritter Tilmann vom Stein (Wartenstein) belehnt. Die Trierer Lehensgüter wurden in der Folgezeit von den Erzbischöfen und Kurfürsten an Familien des niederen Adels als Afterlehen vergeben. Als Lehensherren wurden die von Rüdesheim (1439) und die von der Leyen (1543) genannt. Ferner waren in Schwarzerden die Ritter von Schmidtburg (1517) und die Vögte von Hunolstein (1555) mit Gütern und Rechten ausgestattet.
Schwarzerden gehörten während des Mittelalters zum Hochgericht Kellenbach, das auch die Dörfer Kellenbach, Henau und Königsau umfasste.
Ursprünglich waren wohl die Herren von Steinkallenfels und ihre Miterben die alleinigen Gerichtsherren in diesem Gerichtsbezirk. Durch Erbteilung, Verkäufe und Lehensvergaben war dann später die Gerichtsherrschaft unter mehreren Ortsherren aufgeteilt worden, so dass das Hochgericht Kellenbach ein Kondominium darstellte mit gemeinschaftlicher hoher Gerichtsbarkeit.
Im Jahre 1601 gab es in Schwarzerden 14 Feuerstellen (Häuser), was ungefähr sechzig bis siebzig Einwohnern entsprach.
Noch 1579 entrichteten die Schwarzerdener Einwohner zwei Sümmer „Zollhafer“ an die Herren von Steinkallenfels für die Beschickung des Kirner Marktes. Dies verdeutlicht einerseits eine ältere Abhängigkeit von den Steinkallenfelsern, andererseits eine gewisse wirtschaftliche Tendenz der Ortsbewohner nach Kirn.
1702 lebten in Schwarzerden elf Familien, die dem Grafen von Sponheim zu Untertan waren. Im Jahre 1766 gab es insgesamt 44 Haushaltungen, die alle der Verwaltungshoheit des Markgrafen von Baden als dem Erben des sponheimischen Territoriums unterstanden.
1794 wurde das Linke Rheinufer während des Ersten Koalitionskrieges besetzt, 1798 wurde das Gebiet von der französischen Direktorialregierung nach französischem Vorbild reorganisiert. Das Dorf Schwarzerden wurde der neu gebildeten Mairie Monzingen im Kanton Sobernheim und dem Arrondissement Simmern im Rhein-Mosel-Departement zugeordnet.
Nach dem Ende der französischen Herrschaft im linksrheinischen Gebiet kam Schwarzerden 1816 zur Bürgermeisterei Gemünden (seit 1927 Amt Gemünden) im preußischen Kreis Simmern, wo der Ort bis zur rheinland-pfälzischen Verwaltungsreform der 1970er Jahre verblieb. Seit dem 8. November 1970 gehört Schwarzerden der Verbandsgemeinde Kirn-Land an.
Bevölkerungsentwicklung
Die Entwicklung der Einwohnerzahl von Schwarzerden, die Werte von 1871 bis 1987 beruhen auf Volkszählungen:
| Jahr | Einwohner |
| 1815 | 246       |
| 1835 | 388       |
| 1871 | 315       |
| 1905 | 286       |
| 1939 | 306       |
| 1950 | 343       |
| 1961 | 338       |

| Jahr | Einwohner |
| 1970 | 341       |
| 1987 | 293       |
| 1997 | 273       |
| 2005 | 262       |
| 2017 | 223       |
| 2022 | 240       |

## Politik

### Bürgermeister
Friedrich Kreuzer wurde 2024 Ortsbürgermeister von Schwarzerden.
Er ist Nachfolger von Kevin Keller. Bei der Kommunalwahl am 26. Mai 2019 hatte seine Vorgängerin Claudia Schneiß die notwendige Mehrheit knapp verfehlt. Es wurde daher eine Wiederholungswahl am 1. September 2019 notwendig, bei der sich Kevin Keller durchsetzen konnte.

### Wappen
| Wappen von Schwarzerden | Blasonierung: „In gespaltenem Schild, vorne blau-golden geschacht, hinten in Rot ein silberner Burgturm.“ |
| Wappen von Schwarzerden | Wappenbegründung: Die vordere Schildhälfte nimmt Bezug zur ehemaligen Zugehörigkeit zur vorderen Grafschaft Sponheim Amt Koppenstein. Der Burgturm in der hinteren Schildhälfte zeigt die Alteburg in den Farben der Herren von Steinkallenfels (Hochgericht Kellenbach) zu dem die Gemeinde Schwarzerden ehemals zugehörig war. Der Gemeinderat beauftragte am 15. Mai 1972 den Grafiker Brust, Kirnsulzbach, einen Entwurf für ein Gemeindewappen zu erarbeiten. In der Sitzung am 17. November 1972 nahm der Rat den vorgelegten Entwurf an. Nach Zustimmung durch das Staatsarchiv erteilte das Ministerium des Innern in Mainz am 17. Januar 1973 die Genehmigung zur Führung eines eigenen Wappens. |

## Kultur und Sehenswürdigkeiten
Nordöstlich von Schwarzerden befinden sich Reste des keltischen Ringwalles „Alteburg“; der Aussichtsturm bietet einen weiten Panoramablick.

## Wirtschaft und Infrastruktur
Im Süden verläuft die Bundesstraße 41. In Martinstein ist ein Haltepunkt der Nahetalbahn.